# سیارک ۶۰۴۱
سیارک ۶۰۴۱ (به انگلیسی: 6041 Juterkilian، نامگذاری:1990KL) شش هزار و چهل و یکمین سیارک کشف شده‌است که در ۲۱ مه ۱۹۹۰ کشف شد.
قدر مطلق سیارک برابر ۱۴٫۲۰ است.